# Mario Kart Arcade GP 2
 (juin 2019).
Si vous disposez d'ouvrages ou d'articles de référence ou si vous connaissez des sites web de qualité traitant du thème abordé ici, merci de compléter l'article en donnant les références utiles à sa vérifiabilité et en les liant à la section « Notes et références ».
Mario Kart Arcade GP 2 (マリオカートアーケードグランプリ2) est un jeu vidéo de course sur borne d'arcade, faisant partie de la série Mario Kart. Sortie à la fin de l'année 2007.
C'est la suite du premier opus en arcade. Waluigi et Mametchi ont été ajoutés à la liste des pilotes.

## Personnages

### Personnages jouables
- Mario
- Luigi
- Peach
- Yoshi
- Wario
- Pac-Man
- Ms Pac-Man
- Blinky
- Donkey Kong
- Bowser
- Toad
- Mametchi
- Waluigi

### Personnages secondaires
- Bowser Jr. est le personnage qui apparaît le plus souvent dans le jeu, il est possible de le voir en tant que spectateur dans le circuit Château de Bowser, des affiches a son effigie sont également disséminées dans Château de Bowser et Murs du Château. Il apparaît également lors de la remise des prix.
- Daisy apparait lors de la remise des prix.
- Birdo apparaît lors de la remise des prix.
- Diddy Kong est présent sur lignes de départ des circuits de la coupe DK. Il apparaît également lors de la remise des prix.
- Bébé Mario et Paratroopa sont visibles sur les manèges de la coupe Yoshi.

## Circuits
| Coupe Mario     | Coupe DK       | Coupe Wario      | Coupe Pac-MAN      | Coupe Bowser      | Coupe Yoshi  | Coupe Waluigi | Coupe Arc-en-ciel  |
| --------------- | -------------- | ---------------- | ------------------ | ----------------- | ------------ | ------------- | ------------------ |
| Autoroute Mario | Jungle DK      | Ville Diamant    | Montagne Pac-Man   | Château de Bowser | Parc Yoshi 1 | Stade Arène   | Route Arc-en-ciel  |
| Plage Mario     | Ruines Bananes | Panique enneigée | Labyrinthe Pac-Man | Murs du Château   | Parc Yoshi 2 | Stade Waluigi | Vallée Arc-en-ciel |